# Gunnar Fischer
Gunnar Fischer (Ljungby, 18 novembre 1910 – Stoccolma, 11 giugno 2011) è stato un direttore della fotografia svedese.

## Biografia
Era nipote del politico svedese Elis Fischer e per lungo tempo fu collaboratore di Ingmar Bergman con cui lavorò come direttore della fotografia per molti film. Oltre che nel cinema, ebbe importanti ruoli anche nella televisione del suo paese. Morì a Stoccolma, l'11 giugno 2011, a cento anni.

## Filmografia

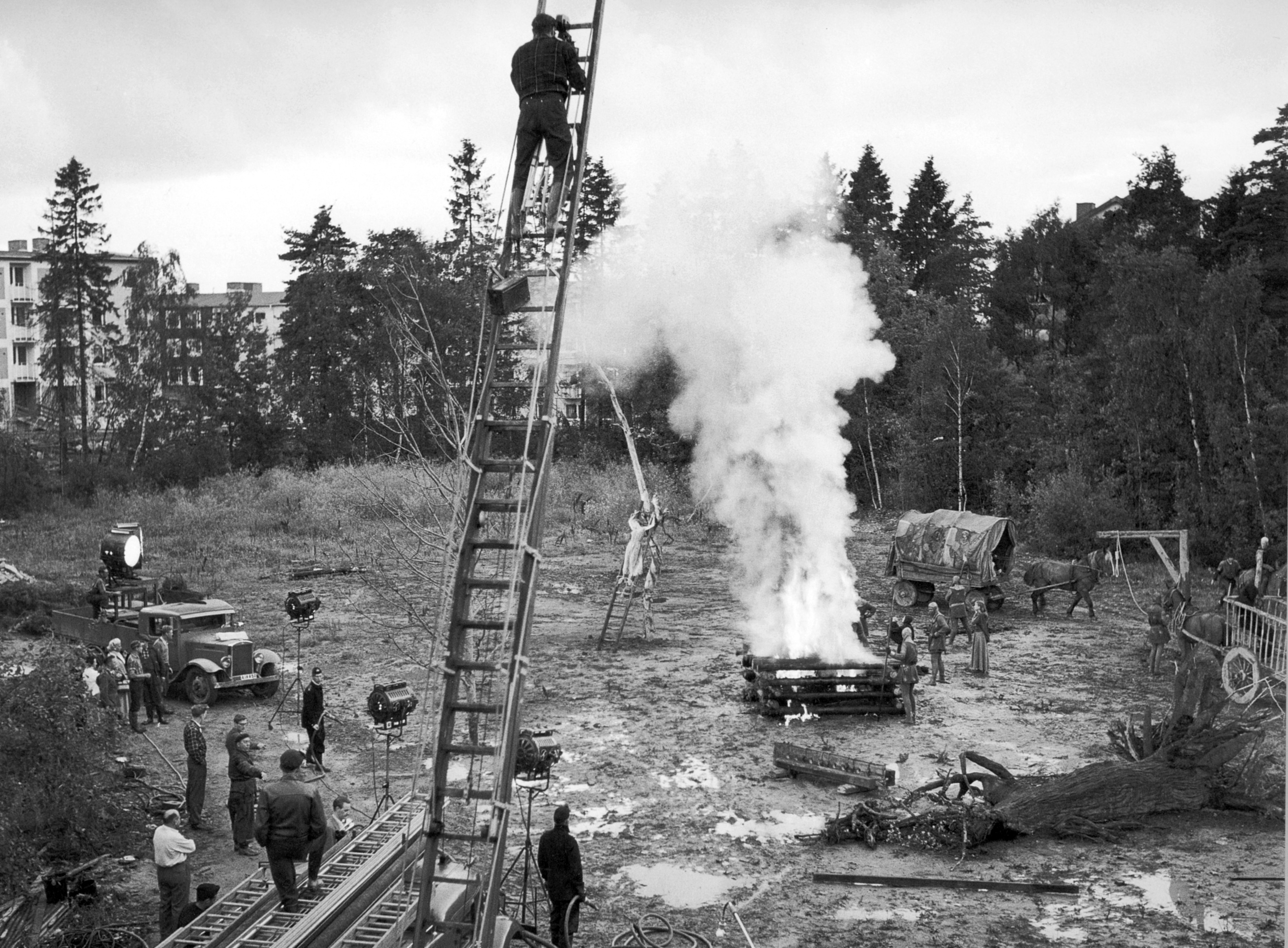
Fischer sulla scala antincendio durante le riprese de Il settimo sigillo

### Direttore della fotografia
- Bara en trumpetare, regia di Anders Henrikson (1938) - non accreditato
- La baleniera dell'Antartide (Valfångare), regia di Anders Henrikson e Tancred Ibsen (1939)
- Det är min musik, regia di Börje Larsson (1942)
- Natt i hamn, regia di Hampe Faustman (1943)
- Två människor, regia di Carl Theodor Dreyer (1945)
- Città portuale (Hamnstadt), regia di Ingmar Bergman (1948)
- L'irresistibile soldato Bom (Soldat Bom), regia di Lars-Eric Kjellgren (1948)
- Sete (Törst), regia di Ingmar Bergman (1949)
- Verso la gioia (Till glädje), regia di Ingmar Bergman (1950)
- Ciò non accadrebbe qui (Sånt händer inte här), regia di Ingmar Bergman (1950)
- Biffen och Bananen, regia di Rolf Husberg (1951) - non accreditato
- Skeppare i blåsväder, regia di Gunnar Olsson (1951)
- Un'estate d'amore (Sommarlek), regia di Ingmar Bergman (1951)
- Donne in attesa (Kvinnors väntan), regia di Ingmar Bergman (1952)
- Monica e il desiderio (Sommaren med Monika), regia di Ingmar Bergman (1953)
- Vi tre debutera, regia di Hasse Ekman (1953)
- Sorrisi di una notte d'estate (Sommarnattens leende), regia di Ingmar Bergman (1955)
- Il settimo sigillo (Det sjunde inseglet), regia di Ingmar Bergman (1957)
- Möten i skymningen, regia di Alf Kjellin (1957)
- Il posto delle fragole (Smultronstället), regia di Ingmar Bergman (1957)
- Du är mitt äventyr, regia di Stig Olin (1958)
- Lek på regnbågen, regia di Lars-Eric Kjellgren (1958)
- Il volto (Ansiktet), regia di Ingmar Bergman (1958)
- Det svänger på slottet, regia di Alf Kjellin (1959)
- L'occhio del diavolo (Djävulens öga), regia di Ingmar Bergman (1960)
- 490+1=491 (491), regia di Vilgot Sjöman (1964)
- Ola e Giulia (Ola & Julia), regia di Jan Halldoff (1967)
- Le calde palme di Rio (Svarta palmkronor), regia di Lars-Magnus Lindgren (1968)
- Il circo di Tati (Parade), regia di Jacques Tati (1974)
- Don Juan (1979)

## Riconoscimenti
- 2003 - Guldbagge
  - Premio Guldbagge onorario